# Arizona State Route 96
Die Arizona State Route 96 (kurz AZ 96) ist eine State Route im US-Bundesstaat Arizona, die in Ost-West-Richtung verläuft.
Die State Route beginnt in Bagdad und endet in Kirkland. Sie wurde als Verbindung der Kupferminen in Bagdad und dem Bahnhof in Hillside gebaut. Südöstlich von Bagdad trifft sie auf die Arizona State Route 97.